# Haizhoubukten
Haizhoubukten är en vik i Kina vid Gula havet.